# Alžbeta Güntherová-Mayerová
Alžbeta Güntherová-Mayerová (Pozsony, 1905. október 13. – 1973. november 12.) szlovák művészettörténész, műemlékvédelmi szakember.

## Élete
1924-ben érettségizett, majd tanulni kezdett Gustáv Mallé pozsonyi magán festőiskolájában. 1928-ban a bécsi iparművészeti iskolát is elvégezte, majd a Comenius Egyetem művészettörténet szakán tanult tovább. Az egyetemi tanulmányainak befejezése után a zlíni Baťa cipőgyár reklámgrafikusa lett. Hazatérte után a Pozsonyi Városi Múzeumban helyezkedett el. 1933-ban filozófiai doktorátust szerzett. 1936-ban férjhez ment Erik Güntherhez. A második világháború alatt Árvában végzett műemlékvédelmi felmérést, illetve Turócszentmártonban tette le a Nemzeti Galéria alapjait. 1946-ban a pozsonyi Műszaki Egyetemen docenssé nevezték ki. Férjét 1949-ben politikai okokból bebörtönözték. 1952-ben családját Pozsonyból kiköltöztették Betlérre. 1952-1955 között a betléri kastélyt igazgatta. 1955-ben visszatért Pozsonyba, a Comenius Egyetemen azonban ismét politikai okokból nem kapott magasabb beosztást. 1961-ben elbocsátották az egyetemi állásából. Ekkor a Műemlékvédelmi Hivatalnál dolgozott, ill. a Művészeti Főiskolán oktatott. 1967-től szerkesztője lett a műemlékvédelmi összeírásnak. Hirtelen, autóbalesetben hunyt el. Életével, tartásával, szakmai tudásával és hagyatékával mély nyomott hagyott a szlovákiai művészettörténetben.
2008-tól a Szlovák Köztársaság Műemlékvédelmi Hivatala Alžbeta Güntherová-Mayerová-díjat oszt a műemlékvédelmi szakemberek életművének elismeréseként.

## Művei
- 1941 Príspevky k dejinám výtvarného umenia v Turci. Sborník Muzeálnej slovenskej spoločnosti XXXIV-XXXV.
- 1941 Madona zo Šenkvízu. Sborník Muzeálnej slovenskej spoločnosti XXXIV-XXXV.
- 1942 Slovenská keramika
- 1944 Turčiansky Sv. Martin
- 1944 Ján Mudroch
- 1953 Ferdiš Kostka
- 1954 Štátny kaštieľ Betliar a okolie
- 1954 Štátny hrad Krásna Hôrka a okolie
- 1954 Románske umenie na Slovensku. Pamiatky a múzeá 1954/2
- 1955 Renesančné umenie na Slovensku. Pamiatky a múzeá 1955/3
- 1955 Barokové umenie na Slovensku. Pamiatky a múzeá 1955/4
- 1958 Jasov
- 1961 Stredoveká knižná maľba na Slovensku (tsz. Ján Mišianik)
- 1962 llluminierte Handschriften aus der Slowakei. Verlag Artia Prag
- 1967-1969 Súpis pamiatok na Slovensku I-III.
- 1975/ 1995 Po stopách výtvarnej minulosti Slovenska